# A fermium izotópjai
A fermiumnak (Fm) nincs stabil izotópja, így standard atomtömege nem adható meg.

## Táblázat
| Az izotóp jele | Z(p)                | N(n)                | Az izotóp tömege (u) | felezési idő              | magspin | jellemző izotóp- összetétel (móltört) | természetes ingadozás (móltört) |
| Az izotóp jele | gerjesztési energia | gerjesztési energia | gerjesztési energia  | felezési idő              | magspin | jellemző izotóp- összetétel (móltört) | természetes ingadozás (móltört) |
| -------------- | ------------------- | ------------------- | -------------------- | ------------------------- | ------- | ------------------------------------- | ------------------------------- |
| 242Fm          | 100                 | 142                 | 242,07343(43)#       | 0,8(2) ms                 | 0+      |                                       |                                 |
| 243Fm          | 100                 | 143                 | 243,07435(23)#       | 210(60) ms [0,18(+8−4) s] | 7/2−#   |                                       |                                 |
| 244Fm          | 100                 | 144                 | 244,07408(30)#       | 3,3(5) ms                 | 0+      |                                       |                                 |
| 245Fm          | 100                 | 145                 | 245,07539(30)#       | 4,2(13) s                 | 1/2+#   |                                       |                                 |
| 246Fm          | 100                 | 146                 | 246,07530(4)         | 1,1(2) s                  | 0+      |                                       |                                 |
| 247Fm          | 100                 | 147                 | 247,07685(15)#       | 29(1) s                   | (7/2+)  |                                       |                                 |
| 248Fm          | 100                 | 148                 | 248,077195(13)       | 36(2) s                   | 0+      |                                       |                                 |
| 249Fm          | 100                 | 149                 | 249,07903(11)#       | 2,6(7) perc               | (7/2+)# |                                       |                                 |
| 250Fm          | 100                 | 150                 | 250,079521(13)       | 30(3) perc                | 0+      |                                       |                                 |
| 250mFm         | 1500(300)# keV      | 1500(300)# keV      | 1500(300)# keV       | 1,8(1) s                  | 7,8#    |                                       |                                 |
| 251Fm          | 100                 | 151                 | 251,081575(9)        | 5,30(8) óra               | (9/2−)  |                                       |                                 |
| 251mFm         | 191(2) keV          | 191(2) keV          | 191(2) keV           | 15,2(23) µs               | (5/2+)  |                                       |                                 |
| 252Fm          | 100                 | 152                 | 252,082467(6)        | 25,39(4) óra              | 0+      |                                       |                                 |
| 253Fm          | 100                 | 153                 | 253,085185(4)        | 3,00(12) nap              | (1/2)+  |                                       |                                 |
| 254Fm          | 100                 | 154                 | 254,0868542(30)      | 3,240(2) óra              | 0+      |                                       |                                 |
| 255Fm          | 100                 | 155                 | 255,089962(5)        | 20,07(7) óra              | 7/2+    |                                       |                                 |
| 256Fm          | 100                 | 156                 | 256,091773(8)        | 157,6(13) perc            | 0+      |                                       |                                 |
| 257Fm          | 100                 | 157                 | 257,095105(7)        | 100,5(2) nap              | (9/2+)  |                                       |                                 |
| 258Fm          | 100                 | 158                 | 258,09708(22)#       | 370(14) µs                | 0+      |                                       |                                 |
| 259Fm          | 100                 | 159                 | 259,1006(3)#         | 1,5(3) s                  | 3/2+#   |                                       |                                 |
| 260Fm          | 100                 | 160                 | 260,10268(54)#       | 1# perc                   | 0+      |                                       |                                 |

## Fordítás
Ez a szócikk részben vagy egészben az Isotopes of fermium című angol Wikipédia-szócikk ezen változatának fordításán alapul.  Az eredeti cikk szerkesztőit annak laptörténete sorolja fel. Ez a jelzés csupán a megfogalmazás eredetét és a szerzői jogokat jelzi, nem szolgál a cikkben szereplő információk forrásmegjelöléseként.